# トルクメンバシ (都市)
トルクメンバシ（トルクメンバシュ）（Turkmenbashi、またはTürkmenbaşy、ロシア語: Туркменбашы、アゼルバイジャン語: Türkmənbaşı）市はトルクメニスタン・バルカン州の都市である。1993年まではクラスノヴォーツク（Красноводск）と呼ばれていた。カスピ海東部のトルクメンバシ湾に面し、トルクメニスタン唯一の港町であり、交通の要衝となっている。人口は91,745人（2022年国勢調査）で、ロシア人やアゼリー人の少数民族も居住している。付近は石油や天然ガスが豊富で、市内に大規模な石油精製工場がある。

## 歴史
1717年、ロシアの中央アジア探検家アレクサンドル・ベコーヴィチ＝チェルカースキーが密かに上陸、この地に砦を構築した。アムダリヤ川がかつてはここでカスピ海に注いでおり、乾いた川床が広がっていた。ヒヴァ・ハン国への軍事侵攻の拠点にする目的であった。しかし、計画は思うように進まず、一旦はこの地を放棄する。
1869年、ロシアは再度この地に目をつける。グズルス（赤い水）と呼ばれた湾に町を建設、ロシア語の音でクラスノヴォーツクと名づけ軍事施設を建設した。ヒヴァ、ブハラ制圧とトルクメン人支配が目的であった。1920年、町は赤軍の手に渡る。
1993年、トルクメニスタン初代大統領サパルムラト・ニヤゾフが「トルクメン人の長」を意味する「テュルクメンバシ (Türkmenbaşy) 」と自ら名乗ると、この町を自分のこの新しい呼称に改名した。
第2代大統領グルバングル・ベルディムハメドフのもとで、リゾート地にすべく活発な投資が行われている。

## 気候
ケッペンの気候区分では砂漠気候に区分される。冬季は冷涼であり、雨や雪が比較的よく降るもののまとまった量とはならない。晩秋から初春にかけては降水が一年の中で一番よくみられる時期となる。一方夏期は高温であり、日中は35℃を超えることもあるほどである。それでもトルクメニスタン内陸部の都市と比較すると極端な高温にはなりにくいため過ごしやすい。夏季は乾燥しており降水日数は月に2,3日くらいで、量も少ない。
| トルクメンバシ(1981–2010)の気候 | トルクメンバシ(1981–2010)の気候 | トルクメンバシ(1981–2010)の気候 | トルクメンバシ(1981–2010)の気候 | トルクメンバシ(1981–2010)の気候 | トルクメンバシ(1981–2010)の気候 | トルクメンバシ(1981–2010)の気候 | トルクメンバシ(1981–2010)の気候 | トルクメンバシ(1981–2010)の気候 | トルクメンバシ(1981–2010)の気候 | トルクメンバシ(1981–2010)の気候 | トルクメンバシ(1981–2010)の気候 | トルクメンバシ(1981–2010)の気候 | トルクメンバシ(1981–2010)の気候 |
| 月                              | 1月                             | 2月                             | 3月                             | 4月                             | 5月                             | 6月                             | 7月                             | 8月                             | 9月                             | 10月                            | 11月                            | 12月                            | 年                              |
| ------------------------------- | ------------------------------- | ------------------------------- | ------------------------------- | ------------------------------- | ------------------------------- | ------------------------------- | ------------------------------- | ------------------------------- | ------------------------------- | ------------------------------- | ------------------------------- | ------------------------------- | ------------------------------- |
| 最高気温記録 °C （°F）          | 20.7 (69.3)                     | 23.3 (73.9)                     | 29.0 (84.2)                     | 36.0 (96.8)                     | 40.7 (105.3)                    | 43.3 (109.9)                    | 44.7 (112.5)                    | 44.5 (112.1)                    | 43.5 (110.3)                    | 33.4 (92.1)                     | 28.1 (82.6)                     | 24.6 (76.3)                     | 44.7 (112.5)                    |
| 平均最高気温 °C （°F）          | 7.5 (45.5)                      | 8.7 (47.7)                      | 13.1 (55.6)                     | 19.9 (67.8)                     | 25.8 (78.4)                     | 31.6 (88.9)                     | 34.6 (94.3)                     | 34.5 (94.1)                     | 29.3 (84.7)                     | 21.5 (70.7)                     | 14.2 (57.6)                     | 9.1 (48.4)                      | 20.8 (69.4)                     |
| 日平均気温 °C （°F）            | 3.3 (37.9)                      | 3.9 (39)                        | 7.7 (45.9)                      | 13.7 (56.7)                     | 19.5 (67.1)                     | 25.1 (77.2)                     | 28.2 (82.8)                     | 28.0 (82.4)                     | 22.7 (72.9)                     | 15.4 (59.7)                     | 9.3 (48.7)                      | 4.9 (40.8)                      | 15.1 (59.2)                     |
| 平均最低気温 °C （°F）          | −0.3 (31.5)                     | −0.2 (31.6)                     | 3.2 (37.8)                      | 8.5 (47.3)                      | 13.6 (56.5)                     | 18.9 (66)                       | 22.2 (72)                       | 22.0 (71.6)                     | 16.7 (62.1)                     | 10.0 (50)                       | 5.0 (41)                        | 1.2 (34.2)                      | 10.1 (50.2)                     |
| 最低気温記録 °C （°F）          | −21.5 (−6.7)                    | −21.9 (−7.4)                    | −12.6 (9.3)                     | −2.6 (27.3)                     | 0.9 (33.6)                      | 6.6 (43.9)                      | 14.1 (57.4)                     | 10.2 (50.4)                     | 3.3 (37.9)                      | −3.1 (26.4)                     | −12.1 (10.2)                    | −16.3 (2.7)                     | −21.9 (−7.4)                    |
| 降水量 mm （inch）              | 12 (0.47)                       | 13 (0.51)                       | 17 (0.67)                       | 16 (0.63)                       | 9 (0.35)                        | 3 (0.12)                        | 2 (0.08)                        | 5 (0.2)                         | 5 (0.2)                         | 11 (0.43)                       | 19 (0.75)                       | 14 (0.55)                       | 126 (4.96)                      |
| 平均降雨日数                    | 8                               | 7                               | 8                               | 8                               | 6                               | 3                               | 2                               | 3                               | 3                               | 6                               | 8                               | 8                               | 70                              |
| 平均降雪日数                    | 4                               | 4                               | 1                               | 0.1                             | 0                               | 0                               | 0                               | 0                               | 0                               | 0                               | 0                               | 2                               | 11                              |
| % 湿度                          | 76                              | 72                              | 68                              | 63                              | 56                              | 50                              | 49                              | 44                              | 46                              | 58                              | 72                              | 75                              | 61                              |
| 平均月間日照時間                | 136.6                           | 139.0                           | 172.6                           | 227.0                           | 303.2                           | 347.0                           | 344.0                           | 330.2                           | 294.1                           | 228.8                           | 161.9                           | 124.0                           | 2,808.4                         |
| 出典1：Pogoda.ru.net            |                                 |                                 |                                 |                                 |                                 |                                 |                                 |                                 |                                 |                                 |                                 |                                 |                                 |
| 出典2：NOAA (sun, 1961–1990)    |                                 |                                 |                                 |                                 |                                 |                                 |                                 |                                 |                                 |                                 |                                 |                                 |                                 |

## 姉妹都市
- ユールマラ市（ラトビア共和国）

## 交通
空港
市郊外の砂漠の中にトルクメンバシ国際空港があり、首都アシガバートやダショグズ、テュルクメナバート、マルといった国内主要都市への定期便が就航しており、チャーター便でイスタンブールへ向かうこともできる。
鉄道
市内の南側、港のそばにトルクメン鉄道のトルクメンバシ駅があり、ウズベキスタンの首都タシュケントへ通じるカスピ海横断鉄道の起点となっている。
鉄道連絡船
トルクメンバシ国際港にアゼルバイジャンの首都バクーへの鉄道連絡船が発着する。